# جاك كونان
جاك كونان (بالإنجليزية: Jack Conan)‏ هو لاعب اتحاد الرغبي أيرلندي، ولد في 29 يوليو 1992 في دبلن في جمهورية أيرلندا.

## وصلات خارجية
- جاك كونان عل موقع إسبنسكروم (الإنجليزية)
- جاك كونان على موقع ItsRugby.co.uk (الإنجليزية)